# Lawrence Hargrave
Lawrence Hargrave (Greenwich, 29 gennaio 1850 – Darlinghurst, 6 luglio 1915) è stato un pioniere dell'aviazione, inventore ed esploratore inglese naturalizzato australiano.
È ricordato soprattutto per le sue sperimentazioni aeronautiche, legate a un particolare tipo di aquilone, detto "a scatola" o "cellulare", le cui particolari caratteristiche aerodinamiche consentirono ad Hargrave di sollevarsi dal suolo di alcuni metri nel 1894.

## Biografia

### Infanzia e giovinezza
Lawrence Hargrave nacque il 29 gennaio 1850 a Greenwich, Londra. Era il secondo figlio del barrister John Fletcher Hargrave e Ann Hargrave (sua cugina e moglie). Nel 1856, insieme al figlio maggiore Ralph, John Fletcher Hargrave emigrò in Australia, dove da allora in poi ricoprì importanti cariche giudiziarie. Il giovane Lawrence, insieme alla madre e ai due figli più piccoli, Alice e Gilbert, rimase in Inghilterra; portò a termine i suoi studi alla Queen Elizabeth's Grammar School di Kirkby Lonsdale, Westmoreland; da studente ottenne risultati particolarmente buoni in matematica.
Lawrence raggiunse il padre a Sydney il 5 novembre 1865. Dopo aver compiuto un lungo viaggio per mare intorno all'Australia, nel 1857 tentò di immatricolarsi all'università per seguire la carriera in ambito giuridico che suo padre desiderava per lui; non riuscì tuttavia a superare l'esame per l'ammissione. Cominciò quindi a lavorare, come apprendista, presso l'ufficio di progettazione dell'Australasian Steam Navigation Company. Le due esperienze che lo introdussero all'esplorazione e all'ingegneria avrebbero avuto un ruolo importante nello sviluppo degli interessi futuri di Hargrave e delle sue attività.

### Esplorazioni geografiche, ricerche scientifiche e vita privata
Hargrave rimase all'Australasian Steam Navigation Co. per cinque anni. Poi, nel 1872, si unì alla spedizione del brigantino Maria della New Guinea Prospecting Association di John Dunmore Lang alla volta della Nuova Guinea, sopravvivendo al suo naufragio. Nel 1875 partecipò, in qualità di ingegnere capo della nave Chevert oltreché di esploratore, a una spedizione di William John Macleay che abbandonò però prima della sua conclusione per unirsi a Octavius Stone, che era in procinto di partire a bordo dell'Ellengowan per l'area di Hanuabada, non lontano da Port Moresby; qui Hargrave (insieme ad altri, tra cui William George Lawes) studiò con attenzione le popolazioni autoctone. In questa missione, come nella precedente e nella successiva, Hargrave ricoprì anche il ruolo di ingegnere di bordo. Nel 1876 esplorò con Luigi D'Albertis, a bordo della Neva, il corso dei fiumi Fly e Strickland, di cui eseguì anche la mappatura.

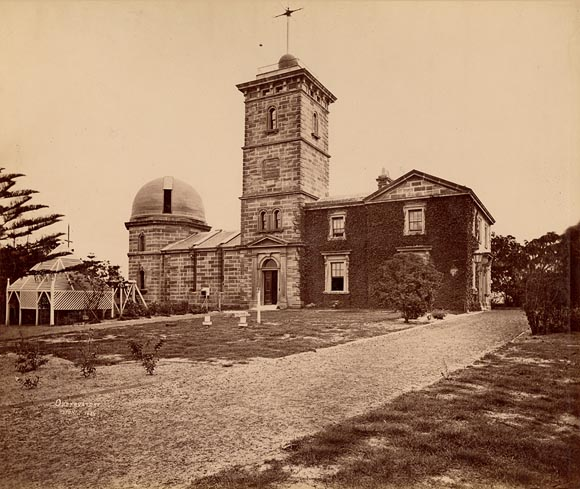
L'Osservatorio di Sydney, presso il quale Hargrave lavorò tra il 1879 e il 1883.

Nel 1877 Hargrave divenne membro della Royal Society del Nuovo Galles del Sud. Lavorò per un breve periodo presso le fonderie Chapman & Co. di Sydney; tra il 1879 e il 1883, poi, lavorò come assistente del meteorologo e astronomo Henry Chamberlain Russell all'Osservatorio di Sydney.
Nel 1878 sposò con rito presbiteriano Margaret Preston, di Sydney. Dal matrimonio, non particolarmente felice, sarebbero nati sette bambini, due dei quali morirono molto piccoli.
Nel 1883, potendo contare su consistenti rendite dovute alle terre che il padre, nel corso degli anni precedenti, aveva acquistato, Hargrave abbandonò il suo impiego e cominciò a dedicarsi a tempo pieno all'attività non retribuita di inventore, mettendo a frutto le competenze tecnico-scientifiche che aveva maturato grazie ai suoi viaggi, alle sue esperienze lavorative e alla sua collaborazione con Russell.

### Sperimentazioni aeronautiche
La sua attenzione fu attratta ben presto dal problema del volo, al quale egli si avvicinò partendo dall'osservazione delle modalità di locomozione degli animali terrestri e marini oltreché dei volatili. Egli svolse un gran numero di rilevazioni empiriche, sulla base delle quali costruì modelli e svolse esperimenti. Raccolse e presentò i suoi risultati in una serie di articoli pubblicati, a partire dal 1884, dalla Royal Society del Nuovo Galles del Sud.
Dapprima Hargrave cercò, con i suoi modelli, di imitare la propulsione aerea ad ala battente tipica degli uccelli. In seguito egli si concentrò sulla geometria delle superfici portanti fisse: realizzò dei monoplani di piccole dimensioni che fece dapprima planare, quindi volare con l'ausilio di eliche mosse da motori a molla o a elastico. In seguito, la necessità di fornire un mezzo di propulsione a modelli di dimensioni sempre maggiori (grandi abbastanza, idealmente, da portare in volo un uomo) lo portò a esplorare la strada dei motori a scoppio e dei motori ad aria compressa. Particolarmente degno di nota è un motore ad aria compressa a tre cilindri rotanti che egli realizzò nel 1889: si trattava del primo motore rotativo mai realizzato.

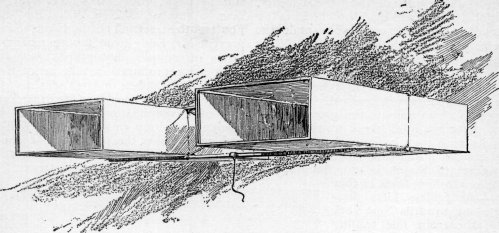
Un aquilone "a scatola" (o "cellulare"), come quelli che il 12 novembre 1894 sollevarono Hargrave di 16 piedi. Si tratta di una struttura biplana chiusa ai lati da superfici verticali.

Nel 1892 Hargrave aveva cominciato a studiare, sulle orme del pioniere dell'aviazione franco-americano Octave Chanute, il comportamento delle superfici aerodinamiche curve, scoprendo che forniscono una portanza significativamente maggiore (addirittura doppia) rispetto alle superfici piane. Presto tuttavia abbandonò quel percorso di ricerca in favore di una via diversa e originale: egli scoprì che gli aquiloni "a scatola", o "cellulari", generavano più portanza ed erano più stabili rispetto ai modelli con architettura monoplana che egli aveva sperimentato fino ad allora. Grazie a questa innovazione Hargrave poté fare un passo considerevole nella direzione del volo con equipaggio umano: quattro grandi aquiloni formati da due cellule ciascuno, collegati l'uno all'altro e ancorati al suolo da cavi realizzati con corde per pianoforte, riuscirono a sollevare Hargrave stesso di quasi 5 metri il 12 novembre 1894, nella sua proprietà di Stanwell Park.

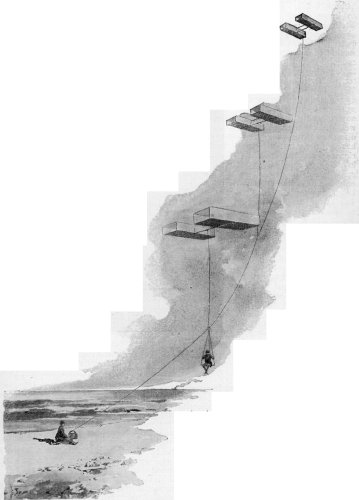
Un disegno del volo frenato di Hargrave del 12 novembre 1894 comparso nel marzo 1896 sulla rivista McClure's Magazine. La didascalia originale diceva: «Hargrave sollevato a sedici piedi dal suolo da una serie di aquiloni a scatola».

Già a partire dal 1892 egli aveva cercato di costruire un motore capace di far sollevare e muovere in direzione orizzontale un aquilone con un uomo a bordo indipendentemente dalle condizioni del vento. Hargrave realizzò un gran numero di motori a vapore nessuno dei quali, tuttavia, diede risultati abbastanza buoni in termini di rapporto tra peso e potenza. Negli ultimi anni dell'Ottocento e nei primi del Novecento, anche dopo aver ricevuto notizia dei primi successi dei fratelli Wright, svolse esperimenti riguardanti idrovolanti e alianti, tornando inoltre sul problema delle superfici aerodinamiche curve. Nel 1903 aveva anche tentato di applicare un motore a una macchina volante ad ali battenti, ma, di nuovo, senza successo.
Nel 1909 Hargrave divenne vicepresidente della sezione del Nuovo Galles del Sud della Aerial League of Australia. Nel complesso, durante la sua vita i contributi di Hargrave alla soluzione del problema del volo non ebbero la risonanza che, si ritiene, avrebbero meritato. Vi furono tuttavia delle rilevanti eccezioni: già nel 1893, in uno degli articoli che sarebbero poi confluiti nell'importante trattato Progress in Flying Machines in cui forniva un'aggiornata panoramica dei progressi nel campo del volo umano, Octave Chanute aveva scritto: «Se c'è un uomo che, più di ogni altro, merita di avere successo nel tentativo di volare attraverso l'aria, quello è il signor Lawrence Hargrave». Un altro riconoscimento importante gli venne da Sir Richard Threlfall, che, rivolgendosi alla Royal Society of New South Wales in un discorso del maggio 1895, insisté sull'importanza delle sperimentazioni di Hargrave e arrivò addirittura a definirlo «l'inventore del volo umano». I tentativi di Hargrave di far esporre i suoi modelli presso istituzioni scientifiche australiane o straniere tuttavia, per la sua frustrazione, non ebbero successo, almeno finché, dopo diversi tentativi, ad accettare fu nel 1909 il Deutsches Museum di Monaco di Baviera; il governo bavarese gli avrebbe poi assegnato un'onorificenza come riconoscimento per il suo lavoro pionieristico nel campo dell'aviazione.

### Personalità e opinioni, morte ed eredità
Hargrave, la cui personalità è stata definita «modesta, senza pretese ed altruista», era energicamente contrario al sistema dei brevetti e, oltre ad argomentare pubblicamente questa sua posizione, egli le diede sostanza rendendo pubblici tutti i suoi risultati senza restrizioni. Egli scrisse, in particolare:
(In Octave Chanute, Progress in Flying Machines, settembre 1893, parte XV.)
Ben prima della realizzazione del primo aeroplano funzionante, Hargrave aveva rifiutato l'idea di impiegare macchine volanti in guerra per lanciare esplosivi sul nemico. Egli era tuttavia convinto assertore di un radicale darwinismo sociale, che estendeva principi evoluzionistici come quello della selezione naturale anche all'ambito della società umana.
Allo scoppio della prima guerra mondiale Hargrave, nonostante l'età ormai avanzata, si presentò come volontario all'ufficio di reclutamento. Geoffrey Lewis Hargrave, l'unico maschio dei cinque tra i suoi figli che erano sopravvissuti alla prima infanzia e un ingegnere che aveva collaborato attivamente alle più recenti sperimentazioni aeronautiche del padre, fu effettivamente arruolato e, nel maggio 1915, morì nella battaglia di Gallipoli. Si trattò, per Hargrave, di un trauma considerevole, che forse influì negativamente sulle sue condizioni di salute portandolo alla morte, il 6 luglio 1915, per le conseguenze di una peritonite. Hargrave venne sepolto nel cimitero di Waverley, a Sydney.

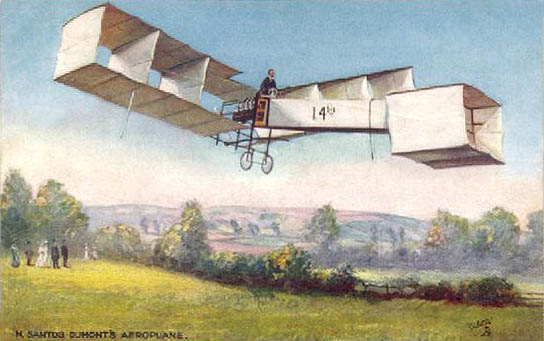
Il Santos-Dumont 14 bis, che il 13 settembre 1906 fu il primo aeroplano a volare in Europa, aveva una struttura alare "a scatola" basata sulle scoperte di Hargrave.

Una cella alare molto simile a quelle che Hargrave aveva inventato e sperimentato sui suoi aquiloni fu impiegata da Alberto Santos-Dumont nella costruzione del primo aeroplano ad aver volato in Europa, il Santos-Dumont 14-bis. Anche i primi velivoli di Gabriel Voisin risentirono della forte influenza di Hargrave, che il progettista francese omaggiò chiamando i suoi aerei "Hargraves". Negli Stati Uniti d'America, se i fratelli Wright negarono di aver fatto uso delle scoperte di Hargrave (delle quali, tuttavia, erano a conoscenza tramite Chanute), l'Aerial Experiment Association di Alexander Graham Bell e Glenn Curtiss ebbe invece Hargrave tra i suoi punti di riferimento espliciti.